# Callistemon pinifolius
Callistemon pinifolius är en myrtenväxtart som först beskrevs av Johann Christoph Wendland, och fick sitt nu gällande namn av Robert Sweet. Callistemon pinifolius ingår i släktet lampborstar, och familjen myrtenväxter. Inga underarter finns listade i Catalogue of Life.

## Bildgalleri

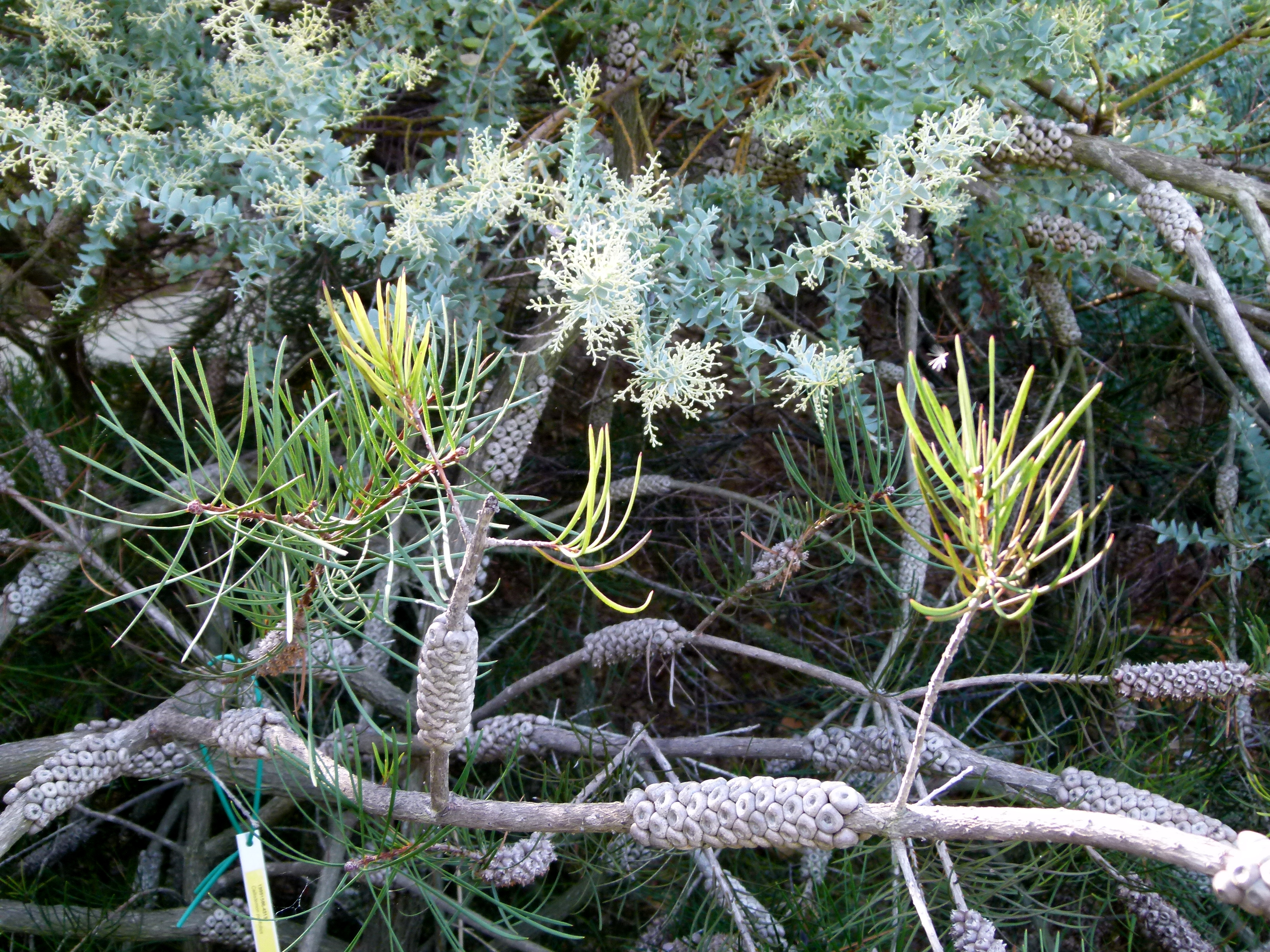
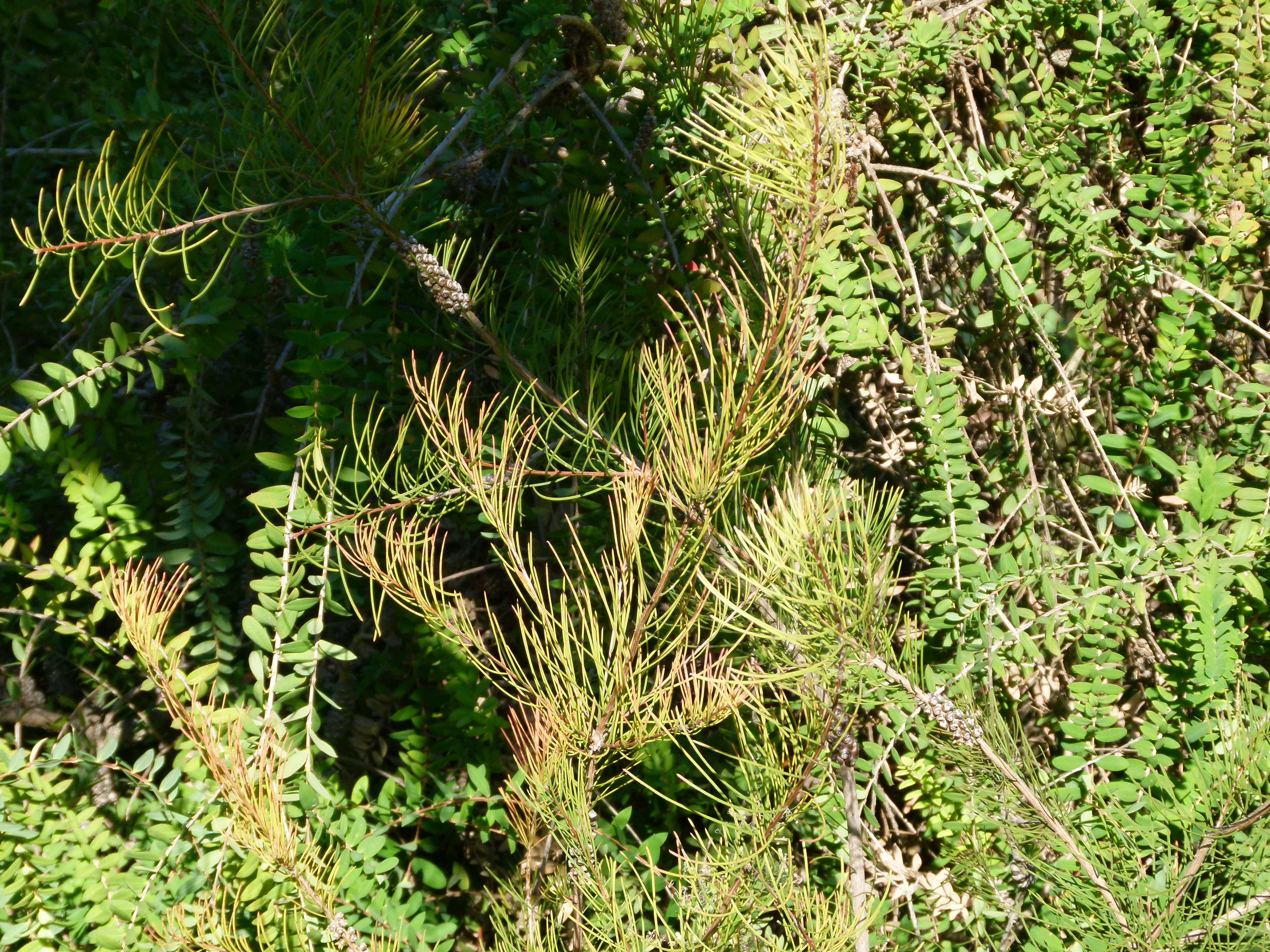